# Синтенис, Рене
Рене́ Си́нтенис (нем. Renée Sintenis, урождённая Рената Алиса Синтенис (нем. Renate Alice Sintenis; 20 марта 1888, Глац, Нижняя Силезия, ныне Польша — 22 апреля 1965, Западный Берлин) — немецкая скульптор и художница-график.

## Биография
Родилась в семье советника юстиции Бернхарда Синтениса, гугенотская фамилия которого происходит от Сен-Дени. Её детство прошло в Нойруппине. Уже тогда Рене тянуло к животным, которые стали впоследствии главной темой её творчества. Школьные тетрадки были испещрены рисунками жеребят, лошадей и собак. В 1902 году семья переехала в Штутгарт. В 1902—1905 годах Рене посещала школу благородных девиц и брала уроки рисования в художественной школе. Затем семья переехала в Берлин. В 1907—1910 годах Рене училась на отделении декоративной пластики в Берлинской школе прикладного искусства в мастерской профессора Вильгельма Хаверкампа. Отец хотел, чтобы она стала секретаршей. Но Рене предпочла покинуть семью и поселилась у подруги.
С 1913 года участвовала в выставках, её работы нашли положительный отклик в печати и у коллекционеров. В этот период познакомилась и подружилась с поэтами Райнером Марией Рильке и Иоахимом Рингельнацем.
3 декабря 1917 года вышла замуж за художника, типографа и поэта Эмиля Рудольфа Вайса, который был старше её на 13 лет. В 1918 году выполнила скульптуру «Дафна», венчавшую серию её работ, посвященных женскому телу.
1920-е годы стали периодом расцвета творчества Синтенис. Галерист Альфред Флехтхайм представил её работы в Париже и Нью-Йорке. В 1925—1930 годах она выполнила выразительную серию скульптур спортсменов «Боксер Эрих Брандль», «Нурми», «Футболист», «Игрок в поло», «Поло», «Боксер Харткопп». В 1928 году скульптура «Футболист» была отмечена бронзовой медалью в Конкурсе искусств на IX Олимпийских играх в Амстердаме (номинация — круглая скульптура).
В 1930 году Синтенис вернулась к монументальной теме, создав «большую Дафну». 11 августа 1931 года стала членом Прусской академии художеств в Берлине. В 1932 году получила Олимпийский приз за скульптуру бегуна Пааво Нурми (1927).
28 февраля 1934 года была исключена из академии. Наступил период «внутренней эмиграции».
7 ноября 1942 года умер её муж. Его смерть повлекла за собой тяжёлый кризис. В 1945 году квартира и ателье Синтенис были полностью разрушены, во время бомбежки погибло и большинство её работ. Вместе с собакой ей удалось бежать в соседний Тиргартен.
После войны Синтенис поселилась в небольшой квартире на Инсбрукерштрассе, 23 в берлинском районе Шёнеберг. На некоторое время её рабочим местом стал подоконник в гостиной.
С 1947 года преподавала в Высшей школе изобразительных искусств в Западном Берлине. В 1948 году получила художественный приз города Берлина. 31 мая 1952 года была награждена орденом «Pour le Mérite», а в следующем году — Командорским крестом ордена «За заслуги перед Федеративной Республикой Германия». В 1955 году стала профессором Высшей школы изобразительных искусств в Западном Берлине и членом вновь учрежденной Академии искусств Западного Берлина.
Созданная ею в 1932 году скульптура медведя стала официальным призом Берлинского международного кинофестиваля.

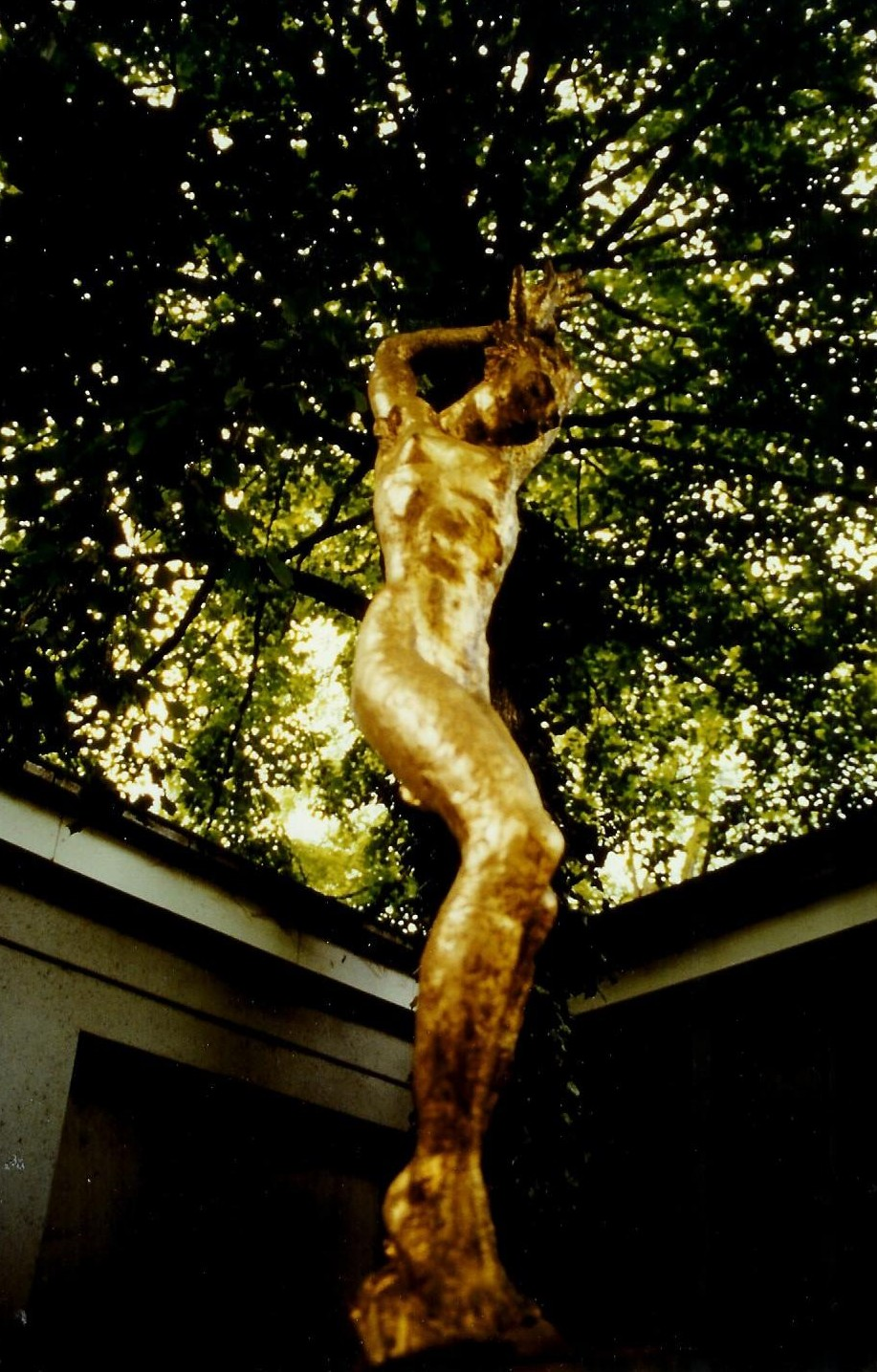
Скульптура «Дафна» в парке города Любек
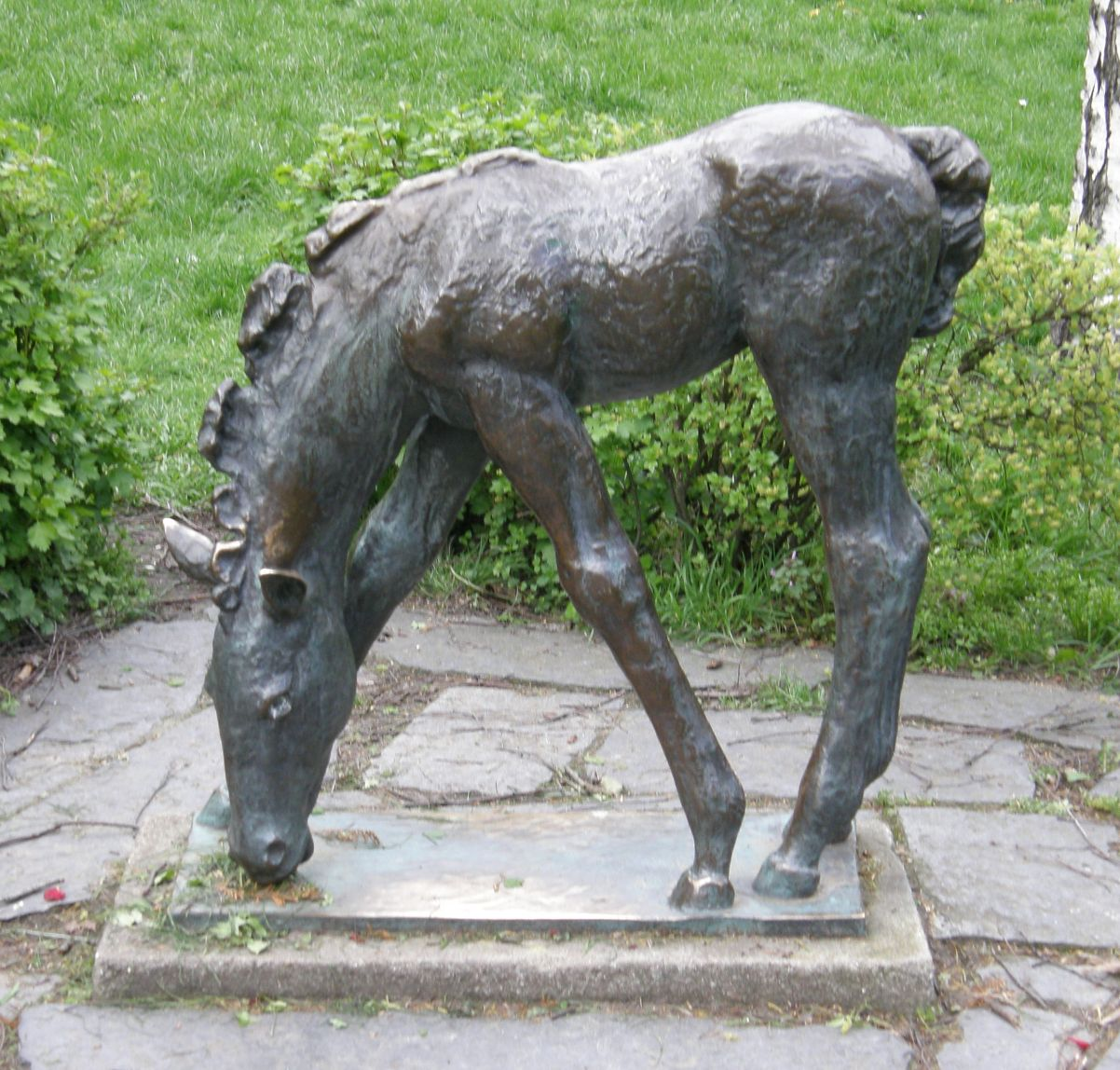
Жеребёнок. Бронза, 1929. Берлин, Фриденау
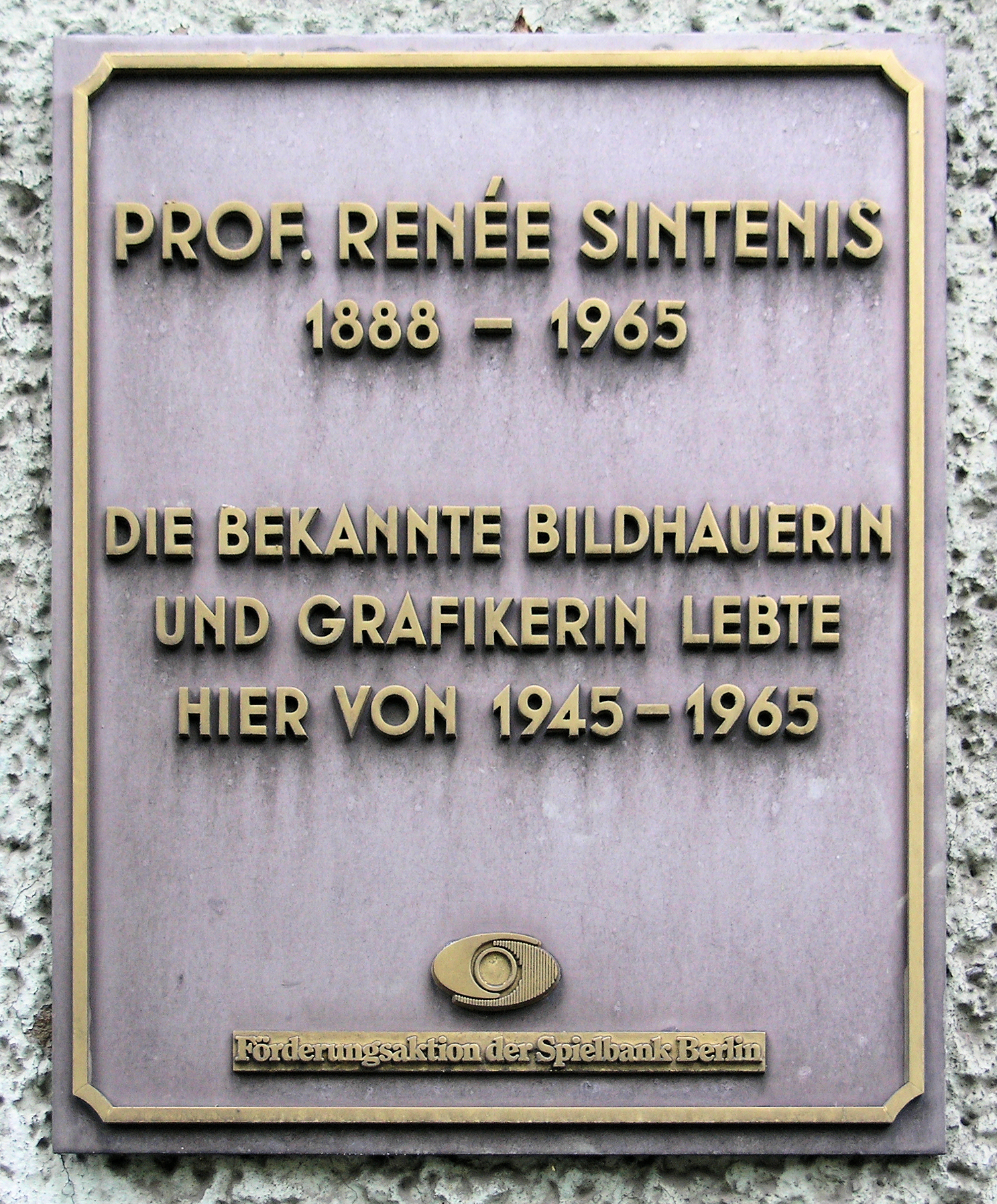
Мемориальная доска на доме в Шёнеберге, где 20 лет жила Рене Синтенис